# Papia & Baishnav Tantra

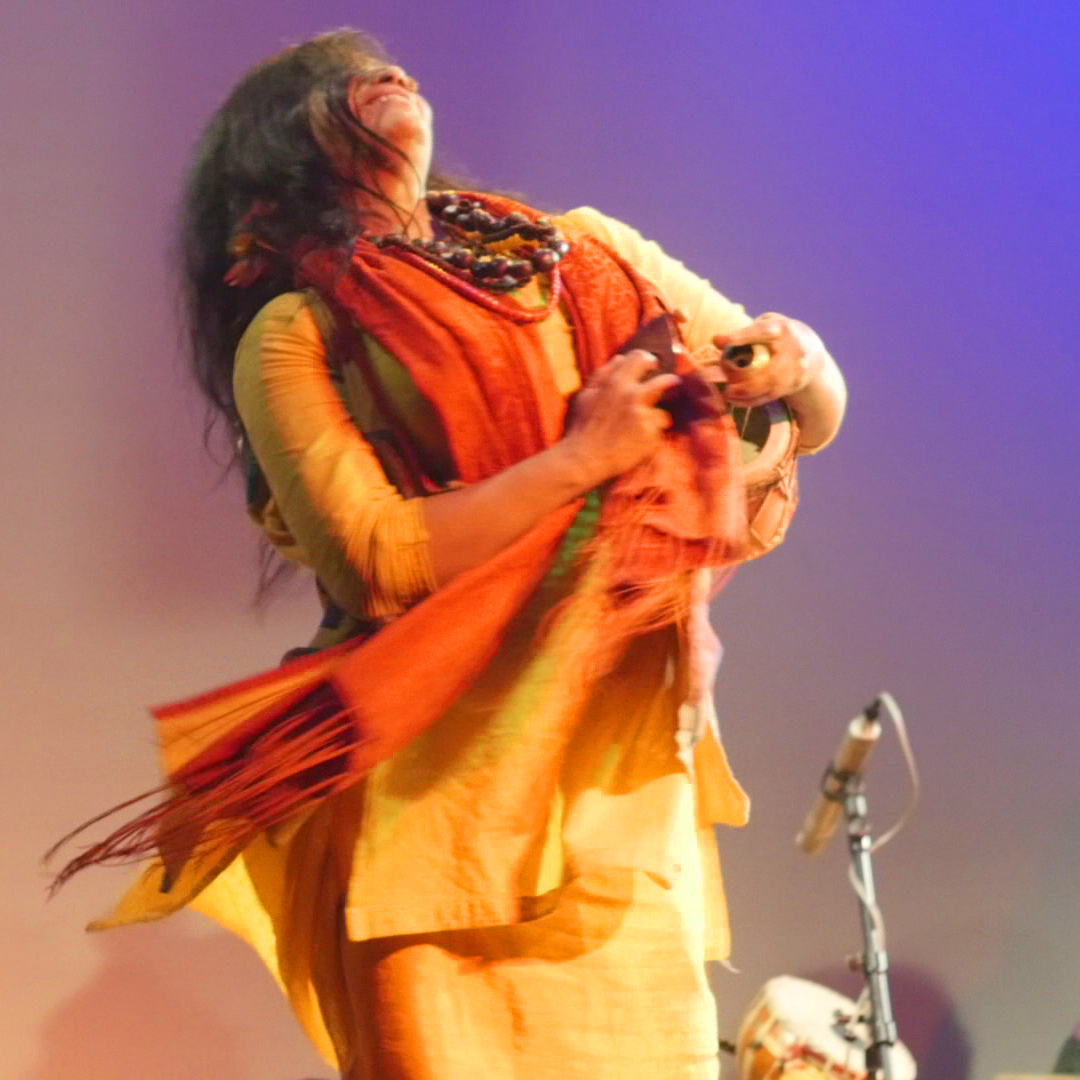
Papia das baul, Tagore Cultural Centre, Berlín 2017

Baul Papia & Baishnav Tantra je hudební skupina založená indickou zpěvačkou, básnířkou a malířkou, Papií Ghoshal, která byla zasvěcená „dikshou“ (rituální obřad) do klanu Baulů svým guru, Baul Samrat (baulským králem) Purna Das Baulem. Papia & Baishnav Tantra hraje tradiční i neznámý folk Východní Indie, pocházející z neprozkoumaných vesnic i domorodých kmenů. Skupina předvádí zejména baulskou hudbu, ale mezi její žánry patří také Jhummur, Santal, Bhatiali, Bhawaiya, Kirtan, Tumri, Vadu a Tusu.

## Název skupiny
Skupina byla pojmenována Baishnav Tantra podle starodávné filozofie Baulů, tantrických jogínů (Baishnav tantrics), vyznávajících mírumilovnou cestu boha Višny. Filozofie je o šíření lásky, poznávání a uctívání svého těla a své duše prostřednictvím meditace, jógy, zpěvu a tance.
Skupina se snaží uvádět do praxe a šířit starou filozofii Baulů, pod vedením hudebního guru Papii Ghoshal.

## Papia Ghoshal

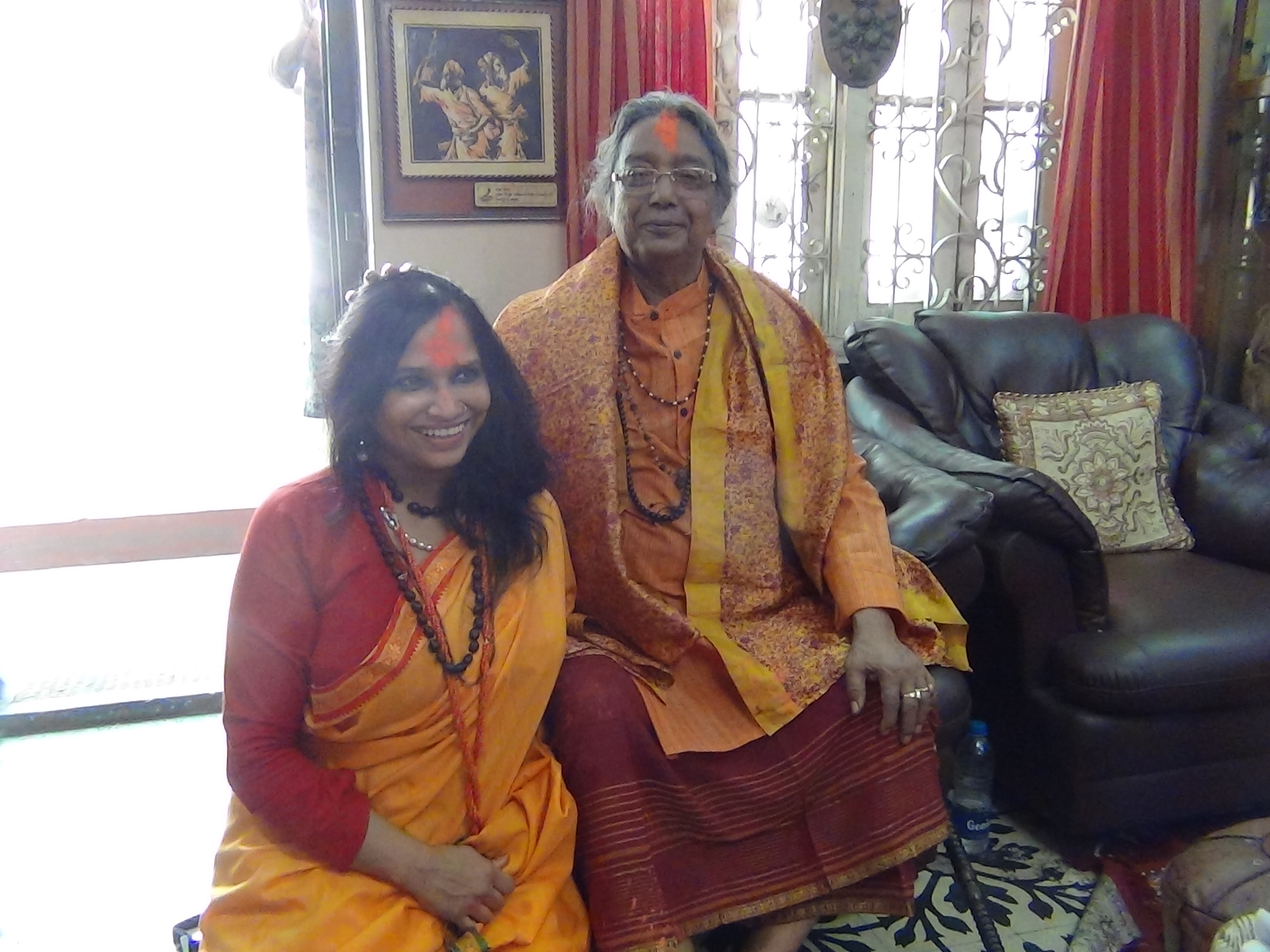
Papia s jejím guru Pandit Baul Samrat Purna das Baul

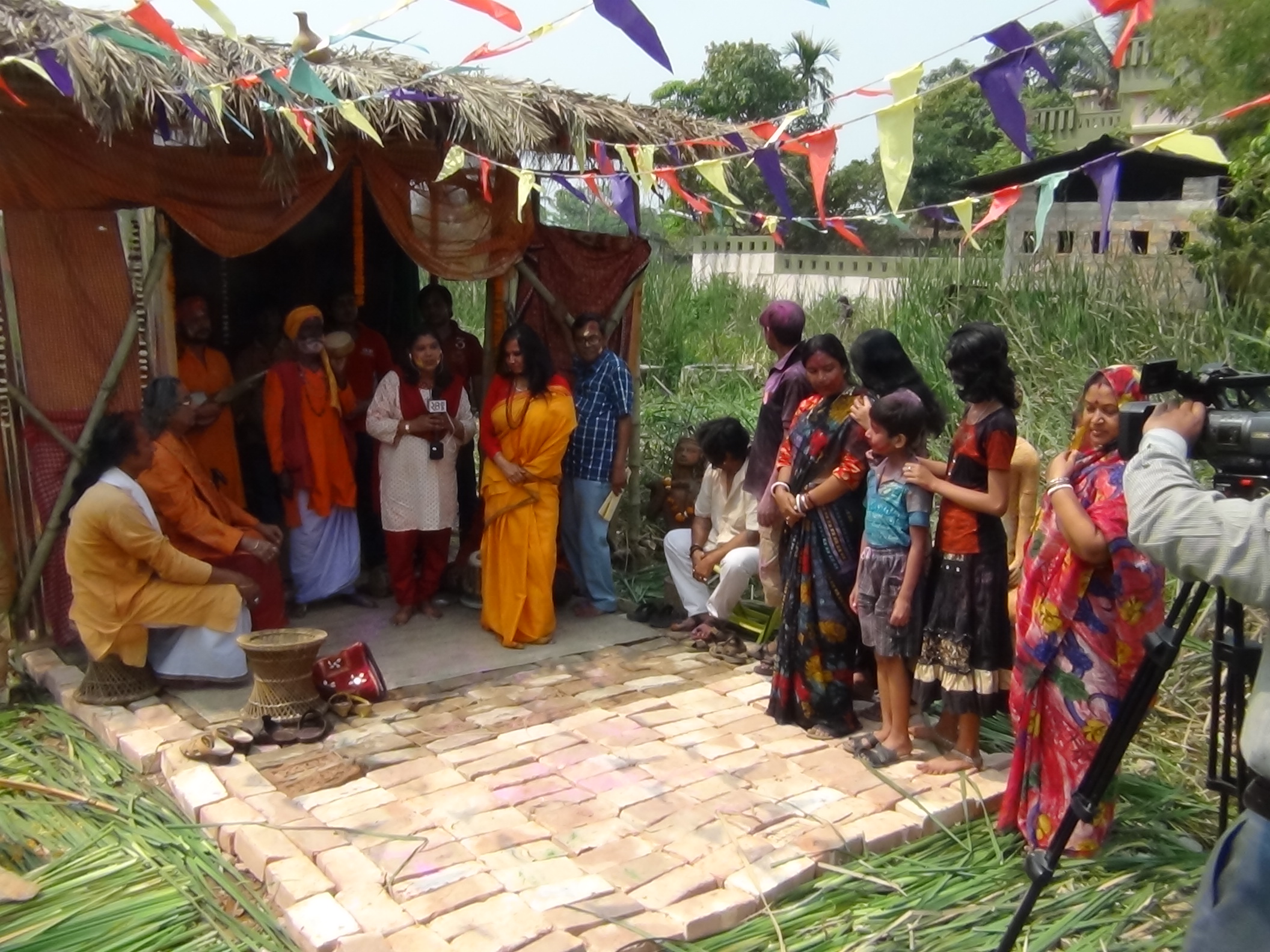
Pandit Baul Samrat Purna das Baul při návštěvě Papii baulského ašrámu na den Holi, festivalu barev a lásky

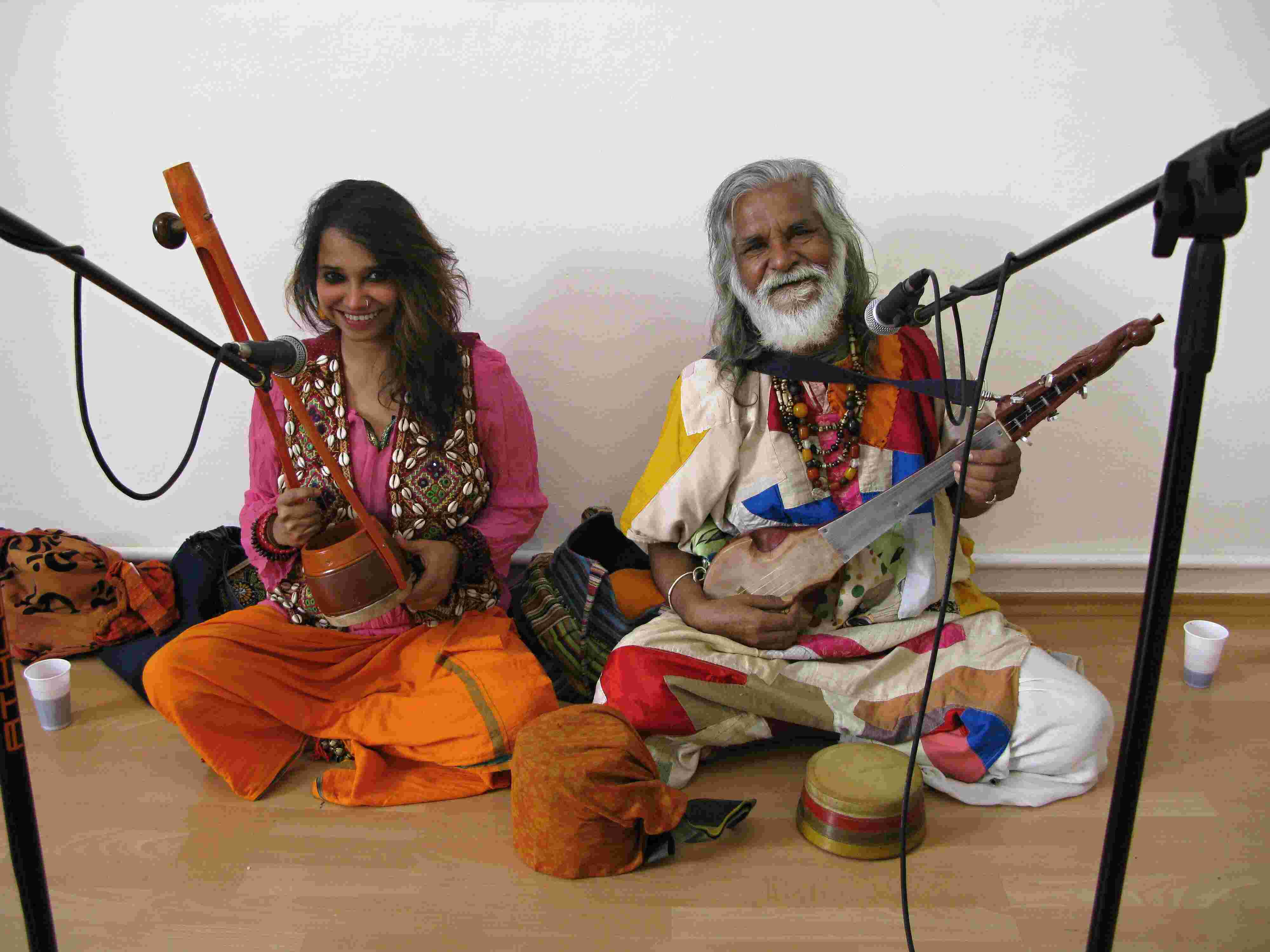
Papia Ghoshal

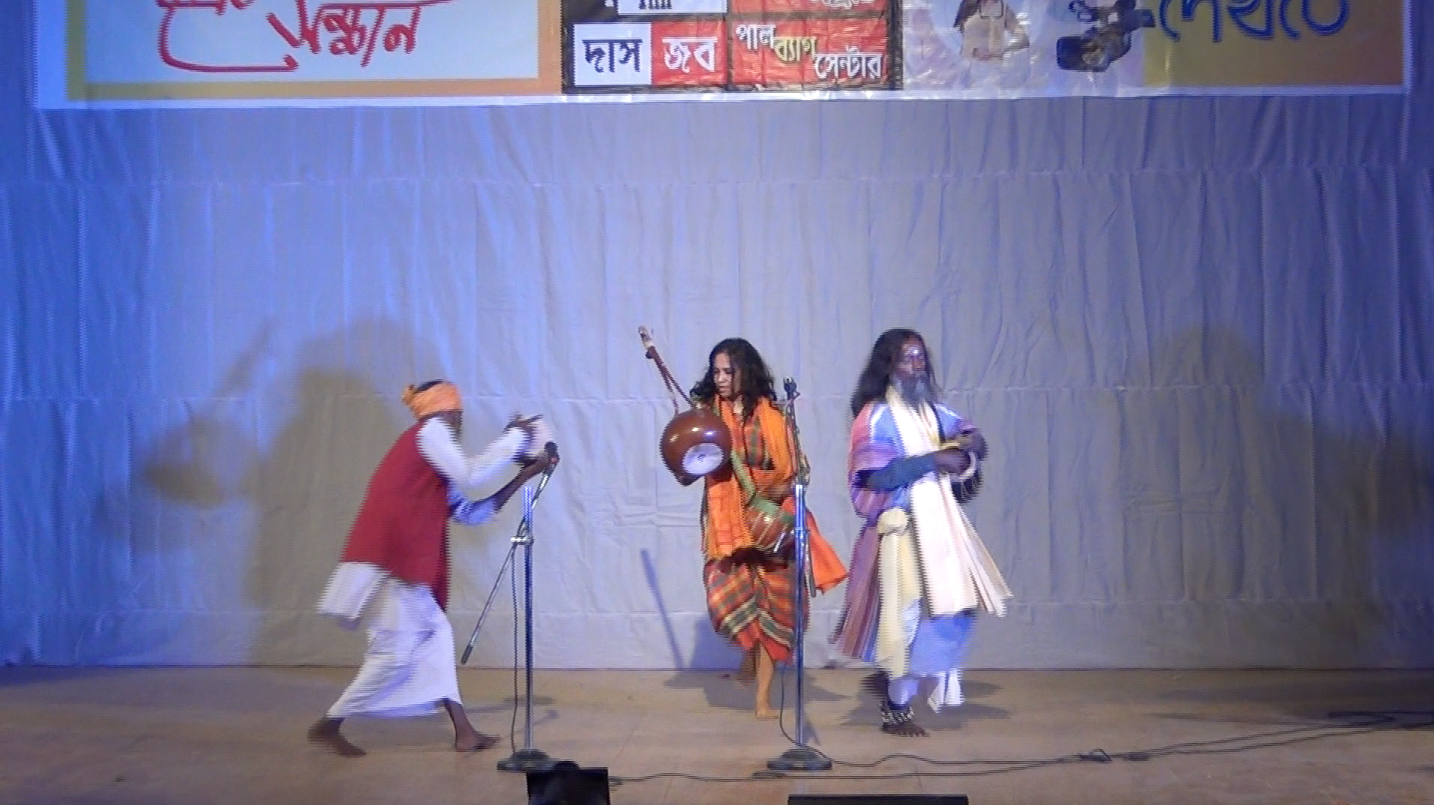
Papia Ghoshal

Papia Ghoshal je absolventkou klasické hudby na Kalkatské univerzitě, získala diplom v indickém zpěvu, Rabindra Sangeet (písně Rabíndranátha Thákura) a v bengálské folkové hudbě. Učila se u mnoha bengálských Baulů a fakírů zpěvu, tanci a hře na tradiční nástroje a s jejich filozofií seznamuje lidi z celého světa. Papia příležitostně zve bengálské umělce z vesnic na svá vystoupení, aby obyvatelé Západního světa poznali bohaté kořeny staré indické kultury a indičtí umělci poznali kulturu Západní. Papia má svého baulského guru, proslulého Purna das Baul.[zdroj?]
Nyní žije střídavě v Kalkatě, Londýně a Praze, všude je umělecky aktivní. Přináší do „Západního světa“ tradiční hudbu Indie, která se i v její vlasti pomalu vytrácí. Svým uměním se snaží překlenout rozdíl mezi Východním a Západním světem.
Papia založila v Kalkatě ašrám, kde se scházejí muzikanti různých folkových žánrů z vesnic a společně hrají pro návštěvníky a cizince.

## Skupina
Většina písní pochází z vesnic Západního Bengálska nebo jiných částí Indie. Skupina prezentuje autentickou hudbu Baulů a Súfů, vesnický Jhumur, Thákurovy písně, urdské ghazaly, nepálský folk a jiné. Hudebníci hrají na indické, exotické nástroje jako duggi, ektara, dotara, tabla, harmonium, dupki, chumgur, koptal, khomok, ghungur, kartar, madol, tampura…
Papia a Baishnav Tantra vystupuje v Indii i po Evropě.
Skupina vystupuje v koncertních halách i na etnických festivalech 

### Koncerty a vystoupení
- Papia's Akhra - Zahájení, baulský koncert (Kolkata, 2014)
- Exotický koncert v Plzni / Výstava Šangri-La
- AMaze-In Basama, Praha
- Kavárna Liberál (Praha, 2014)
- Čajomír Fest (Praha, Vyšehrad, 2014)
- Klub U Džoudyho (Praha, 2014)
- Folklórní Restaurant Starý Vrch (Středokluky, ČR 2014)
- Chaloupka Kultury (Hořice, Smetanovy Sady, ČR 2014)
- Potála (Praha, 2014)
- Klub Obyvatel a přátel Lhotky (Lhotka, ČR 2012)
- Čajovna U Mamadua (Praha, 2014)
- Zahradní Slavnost na ZŠ s RVJ Filozovská (Praha, 2014)
- The London Nehru Centre (Londýn, UK 2014)
- STAR JALSA Book Fair – (Kolkata, Indie 2014)
- Arambag Book Fair – (Bengal, Indie 2014)
- Mullickpur performace – (Bengal, Indie 2014)
- Shangri-la, Livingstone CZ (Ostrava, ČR 2013)
- Swabhumi Habra (Bengal, Indie 2013)
- Birla Academy (Kolkata, Indie 2013)
- Čajovna Duhovka (Praha, ČR 2013)
- Čajovna U Mamadua (Praha, ČR 2013)
- Port Concert (Kolkata, Indie 2013)
- Potála – Himalaya Centrum (Praha, ČR 2013, 2012, 2011, 2010)[4][5]
- Rybanaruby (Praha, ČR 2013)
- Nehru Centre London (Londýn, UK 2012)
- Indická ambasáda v Praze (Praha, ČR 2012)
- Klub Obyvatel a přátel Lhotky (Lhotka, ČR 2012)
- Radio JU (Kolkata, Indie 2012)
- Film Service recording (Kolkata, Indie 2012)
- Refufest Festival (Praha, ČR 2011)
- koncert (Jihlava, ČR 2011)
- Šangri-la, Livingstone CZ (Brno, ČR 2011)
- Prázdniny v Telči – Festival (Telč, ČR 2010)
- Čajovna Jedna Basen (Praha, ČR 2010)
- Kulturní Dům – Salon of Artists (Dobříš, ČR 2010)
- Kulturní Dům Kaštan (Praha, ČR 2010)
- Faust Records – Koncertní vystoupení (Praha, ČR 2010)
- Rybanaruby (Praha, ČR 2010)
- Čajovna Kuba a Pařízek (Jihlava, ČR 2010)
- Brooks Gallery – Baulské vystoupení (Praha, ČR 2010)
- Koncertní vystoupení (Zahořany u Mníšku pod Brdy, ČR 2010)
- Koncertní vystoupení (Brno, ČR 2010)
- Koncertní vystoupení (Lázně Bělohrad, ČR 2010)
- Koncertní vystoupení (Hrušovany, ČR 2010)
- Čajová Chaloupka (Smetanovy Sady – Hořice, ČR 2010)
- Šangri-la ČR Livingstone CZ (Brno, ČR 2009)
- Potála (Praha, ČR 2009)